# Тес от рода д'Ърбървил
„Тес от рода д'Ърбървил: една непорочна жена“, „Тес от рода д'Ърбървил“ или само „Тес“ е роман от Томас Харди, издаден през 1891 г. Първоначално се появява в цензурирана версия, издадена от британския илюстриран вестник „График“. Въпреки че сега се счита за важна част от английската литература, книгата получава смесени рецензии. Оригиналният ръкопис се пази в Британската библиотека, където може да се види, че първоначалното ѝ заглавие е било „Дъщеря на д'Ърбървилови“. През 2003 г. романът влиза в списъка под номер 26 в проучването на Би Би Си – Голямото четене.